# ’Round About Midnight
’Round About Midnight ist ein Jazz-Album von Miles Davis, aufgenommen in drei Aufnahmesitzungen im Jahr 1955 und 1956, veröffentlicht bei Columbia Records am 18. März 1957.
Das Album war wegweisend für den modernen Jazz, da es die Verbindung zwischen traditionellem Jazz und neuen musikalischen Ideen herstellte. Es zeigte auch Davis’ Fähigkeit, komplexe Harmonien und innovative Arrangements zu schaffen. ’Round About Midnight gilt als ein zeitloses Werk, das den Jazz in neue kreative Höhen führte.

## Vorgeschichte

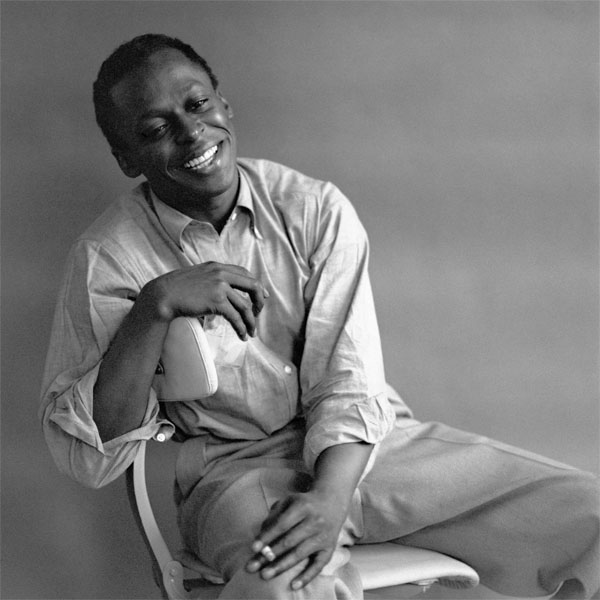
Miles Davis Mitte der 1950er Jahre

Auf dem Newport Jazz Festival im Sommer 1955 hatte Miles Davis den Thelonious-Monk-Klassiker „’Round Midnight“ bei einer All-Star Jam Session gespielt und wurde dabei von Monk selbst, sowie von Connie Kay und Percy Heath vom Modern Jazz Quartet, Zoot Sims und Gerry Mulligan begleitet. Davis’ Trompetensolo wurde vom Publikum frenetisch bejubelt.
Miles’ Antwort auf die Reaktion der Öffentlichkeit war typisch lakonisch: „Ich weiß gar nicht, worüber die alle reden. Ich habe einfach so gespielt, wie ich immer spiele“.
George Avakian vom Plattenlabel Columbia Records saß im Publikum, und sein Bruder Aram gab ihm den Rat, mit Miles Davis einen Plattenvertrag abzuschließen. Durch den Erfolg mit Jazzalben, insbesondere von Dave Brubeck, war Columbia auf der Suche nach jungen Talenten.
Davis war zu dieser Zeit noch beim Jazzlabel Prestige Records unter Vertrag; man einigte sich aber darauf, dass er mit seinem neuen Quintett schon Material für Columbia während des Prestige-Kontraktes aufnehmen könne.

## Album
Unter dem Druck des Erfolges beim Newport Jazz Festival hatte Miles Davis mit dem Pianisten Red Garland und dem Schlagzeuger Philly Joe Jones, mit denen er schon 1955 das Album The Musings of Miles aufgenommen hatte, dem erst 19-jährigen Bassisten Paul Chambers sowie dem Tenorsaxophonisten John Coltrane, der auf Garlands und Jones’ Rat von Davis verpflichtet wurde, sein legendäres „erstes Quintett“ zusammengestellt. Die erste Aufnahmesession für Columbia Records fand am 26. Oktober 1955 im Studio D statt, wo die Band die Bebop-Nummern „A-Leu-Cha“, „Budo“ und „Two Bass Hit“ aufnahm. Erst im Sommer 1956, parallel zu den Prestige-„Marathonsitzungen“, als die Mitglieder des Quintetts mit den Aufnahmen von Alben wie Relaxin’ with the Miles Davis Quintet ihre vertraglichen Verpflichtungen erfüllten, nahmen sie erneut für Columbia Records auf, diesmal im 30th Street Studio.
Die Titel „Tadd's Delight“, komponiert von Tadd Dameron, mit dem Davis 1949 zusammengearbeitet hatte, „Dear Old Stockholm“, ein altes schwedisches Volkslied in der Bearbeitung von Stan Getz, und der spätere Jazzstandard „Bye Bye Blackbird“ wurden am 5. Juni 1956 aufgenommen. Die restlichen Stücke – wie das Titelstück ’Round Midnight und „All of You“ – für das erste Columbia-Album von Davis entstanden am 10. September 1956 in Columbias 30th Street Studio.

## Rezeption
Beim Erscheinen von  ’Round About Midnight waren die Reaktionen in der Jazzwelt überschwänglich. Der Jazzkritiker des „New Yorker“ schrieb damals unter dem Eindruck des Albums: „Davis ist zu beachtlicher Destillation imstande und zieht diese einer Aufzählung der melodischen Möglichkeiten vor; in der Tat scheint das, was aus seinem Horn herauskommt, die auf wunderbare Weise blitzschnell bearbeitete Version einer wesentlich weitschweifenderen Melodie in seinem Kopf zu sein“.
Die heutigen Reaktionen fallen etwas zurückhaltender aus: Ralph Berton (The Record Changer) beschreibt die Musik als „orthodox, middle-of-the-road conservative progressive jazz.“ Richard Cook und Brain Morton nennen ’Round About Midnight eine „Fußnote“ zu den zur gleichen Zeit entstandenen Prestige-Sessions.
John Coltrane wurde durch sein Spiel im Miles-Davis-Quintett zu einer Ikone der Jazzgeschichte. Seine fortgesetzten Alkohol- und Heroinprobleme bewogen Davis jedoch im April 1957, sich von Coltrane und Philly Joe Jones zu trennen. Davis löste die Band auf und wandte sich in diesem Jahr anderen Projekten zu, wie Aufnahmen mit Gil Evans (Miles Ahead) sowie in Paris der Musik zu Louis Malles Nouvelle-Vague-Film Fahrstuhl zum Schafott, veröffentlicht als Davis-Album Ascenseur pour l'échafaud.
Das Magazin Rolling Stone wählte das Album 2013 in seiner Liste Die 100 besten Jazz-Alben auf Platz 38.

## Editionsgeschichte
2001 veröffentlichte Columbia Records das Original-Album ergänzt um vier bonus tracks. Alle alternates takes sind im Box set The Complete Miles Davis with John Coltrane enthalten. Eine „Legacy Edition“ (2005) ergänzt die Ausgabe mit einer CD des Newport-Auftritts mit dem Titel „’Round Midnight“ sowie Quintett-Konzertaufnahmen von 1956 (mit den Stücken „Chance It“, „Walkin'“, „It Never Entered My Mind“, „Woody 'n' You“ and „Salt Peanuts“).

## Titelliste
- Das Original-Album (Columbia PC 8649)

1. „’Round Midnight“ (Bernie Hanighen, Thelonious Monk, Cootie Williams) – 6:00
2. „Ah-Leu-Cha“ (Charlie Parker) – 5:55
3. „All of You“ (Cole Porter) – 7:05
4. „Bye Bye Blackbird“ (Mort Dixon, Ray Henderson) – 7:59
5. „Tadd's Delight“ (Tadd Dameron) – 4:33
6. „Dear Old Stockholm“ (Traditional, Arrangement Stan Getz) – 7:55

- Bonustracks der „Columbia Legacy“ Ausgabe (2001):

1. „Two Bass Hit“ (Dizzy Gillespie, John Lewis) – 3:47 (Oktober 1955 Session)
2. „Little Melonae“ (Jackie McLean) – 7:24 (Oktober 1955 Session)
3. „Budo“ (Miles Davis, Bud Powell) – 4:17 (Oktober 1955 Session)
4. „Sweet Sue, Just You“ (Will Harris, Victor Young) – 3:39 (September 1956 Session)

- Bonustracks der zweiten Compact disc der Columbia Legacy Edition (2005), (alle außer dem ersten Stücke live aufgenommen auf dem Pacific Jazz Festival im Februar 1956)

1. „’Round Midnight“ – 6:00 (live beim Newport Jazz Festival 1955)
2. Introduction by Gene Norman – 1:35
3. „Chance It (Max Making Wax)“ (Oscar Pettiford) – 4:33
4. „Walkin'“ (Richard Carpenter) – 10:02
5. Dialogue Gene Norman and Miles Davis – 0:27
6. „It Never Entered My Mind“ (Richard Rodgers, Lorenz Hart) – 5:17
7. „Woody 'n' You“ (Dizzy Gillespie) – 5:45
8. „Salt Peanuts“ (Dizzy Gillespie, Kenny Clarke) – 4:33
9. „Closing Theme“ (Davis) – 0:27

Das Coverdesign des Original-Albums stammt von S. Neil Fujita.